# Goddelijke Voorzienigheidkerk (Evergem)
De Goddelijke Voorzienigheidkerk is een kerk in het Belgische dorp Kerkbrugge-Langerbrugge. De parochie maakt deel uit van het dekenaat Evergem. De kerk dateert van eind 19de eeuw

## Geschiedenis
De kerk werd gebouwd door de Zusters van de Visitatie in 1875 en was oorspronkelijk een kloosterkapel. Deze maakte deel uit van de Kostschool voor juffrouwen, nu de Vrije Basisschool Braambos. Dit alles werd mede gefinancierd door toenmalig bewoner van het tegenoverliggende Kasteel Heyleweghen in het Goed ter Beken, O. Groverman. De kapel werd in 1874 ingewijd door Mgr. Hendrik-Frans Bracq en de eerste zusters vestigden zich er een jaar later (1875). In 1931 werd de kloosterkapel een parochiekerk, dit mede door de industrialisatie van de Haven van Gent. In 1932 werd de kerk vergroot door toevoegen van zijbeuken.
Kort na de Tweede Wereldoorlog vertrokken de zusters en nam het OCMW van Evergem zijn intrek in de aan de kerk gebouwde pastorie.

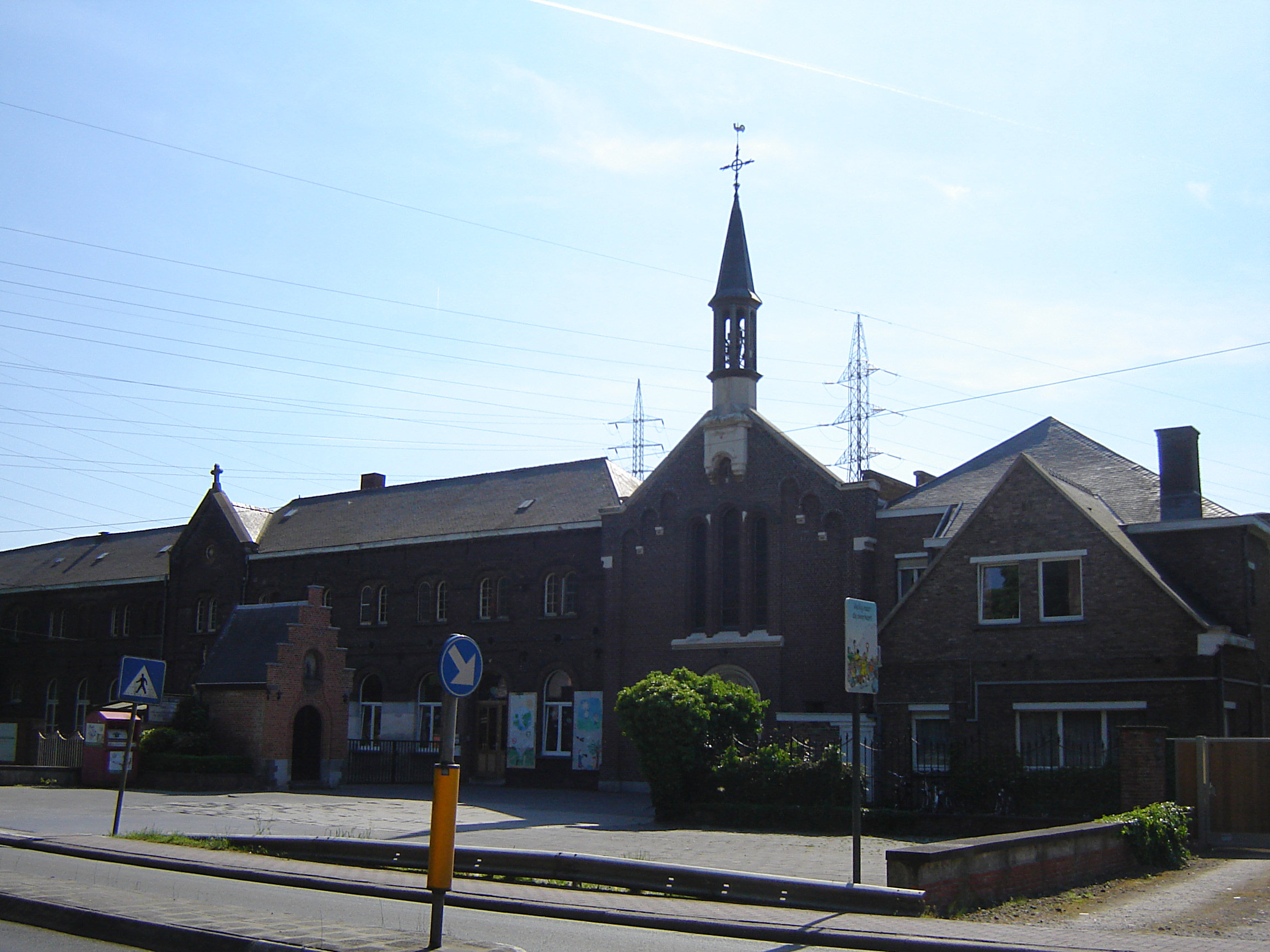
Langerbrugge - Kerk van de Goddelijke Voorzienigheid (Links school, rechts pastorie en vooraan Sint-Antoniuskapel)